# Sedum majus
Sedum majus là một loài thực vật có hoa trong họ Crassulaceae. Loài này được (Hemsl.) Migo miêu tả khoa học đầu tiên năm 1944.